# Magnesiovesuvianita
La magnesiovesuvianita és un mineral de la classe dels silicats, que pertany al grup de la vesuvianita. El seu nom fa referència al fet que és l'anàleg mineral amb magnesi de la vesuvianita, alhora, és l'anàleg amb Mg-OH de la manganvesuvianita.

## Característiques
La magnesiovesuvianita és un element químic de fórmula química Ca19Mg(Al11Mg)Si18O69(OH)9. Va ser aprovada com a espècie vàlida per l'Associació Mineralògica Internacional l'any 2015. Cristal·litza en el sistema tetragonal.

## Formació i jaciments
Va ser descoberta a Tuydo, Lojane, Macedònia del Nord. Es tracta de l'únic indret on ha estat trobada aquesta espècie mineral.